# Damdin Sükhbaatar
Damdin Sükhbaatar (tiếng Mông Cổ: Дамдин Сүхбаатар, Chuyển tự Latinh: Damdin Syhbaatar) (2 tháng 2 năm 1893 - 20 tháng 2 năm 1923) là một nhà lãnh đạo quân sự trong cuộc cách mạng năm 1921 tại Mông Cổ. Ông là một trong những nhân vật quan trọng nhất trong cuộc đấu tranh giành độc lập của đất nước Mông Cổ, thành lập Cộng hòa Nhân dân Mông Cổ và được vinh danh là một trong những anh hùng của quốc gia này cho tới ngày nay.

## Thời thơ ấu

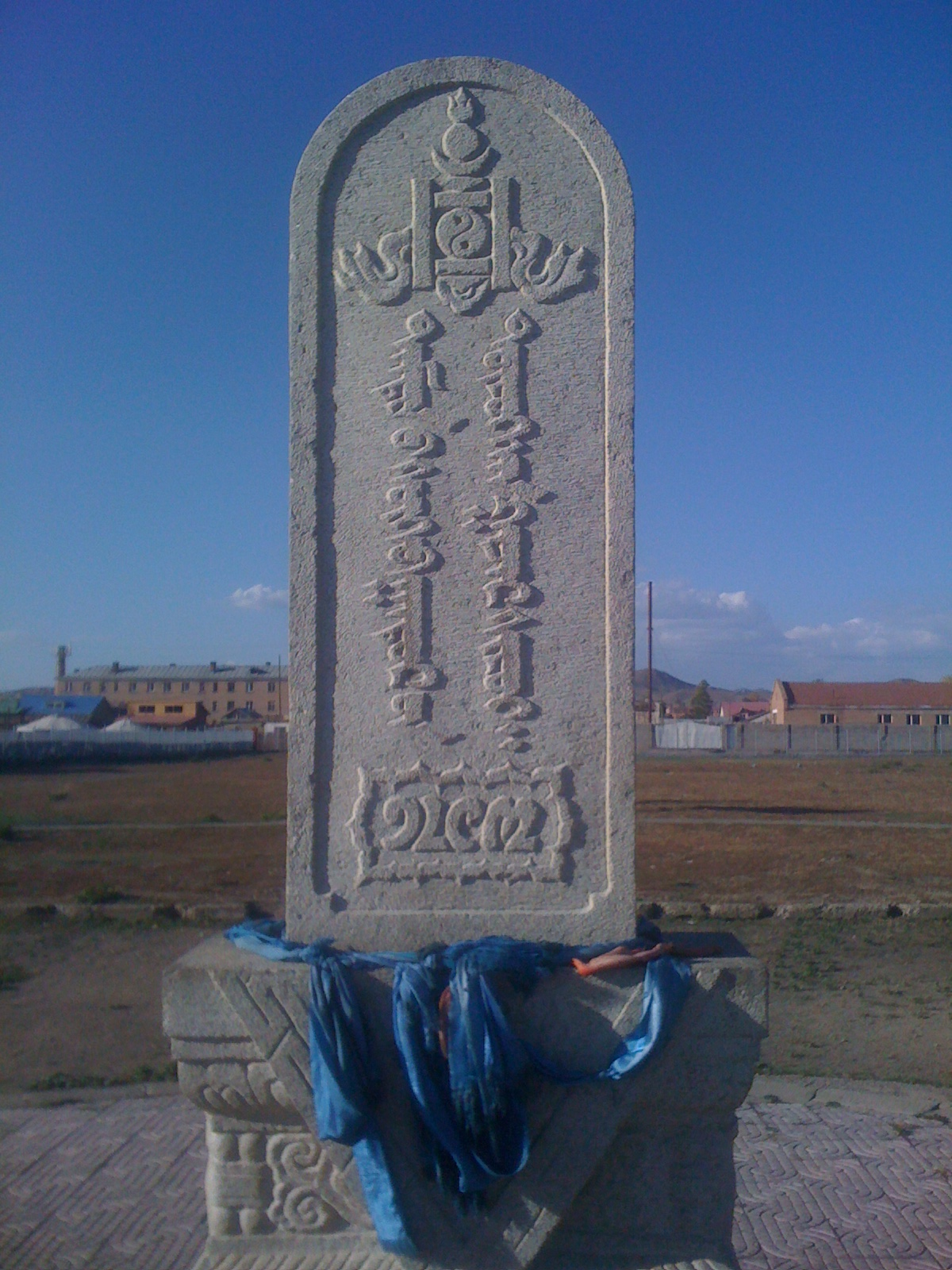
Nơi sinh của Damdin Sükhbaatar tại Amgalan (trước đây là Mãi mại thành), Ulaanbaatar.

Sükhbaatar sinh ra tại Mãi mại thành, điểm thông thương của Trung Hoa cách vài km về phía đông của Ikh Khüree (sau này là Niislel Khüree, nay là Ulaanbaatar), và là con thứ ba trong số bốn người con của gia đình. Cha mẹ của ông đã rời bỏ kỳ quê hương của họ tại Setsen Khan, và cha ông sau đó làm các công việc vặt và lao động phổ thông. Khi Sükhbaatar lên sáu tuổi, gia đình ông chuyển đến một nơi gần lãnh sự quán Nga. Việc chơi đùa với các trẻ em người Nga đã giúp ông có thể nói được một chút tiếng Nga. Ở tuổi 14, Sükhbaatar có cơ hội tiếp thu giáo dục tại Zaisan Jamyan. Đến năm 16 tuổi, ông trở thành một người đua ngựa ủy thác (vào lúc đó, những người bị bắt buộc phải làm một công việc nào đó cho chính quyền thường thuê người khác thay họ) trong vài năm. Sau khi Mông Cổ tuyên bố độc lập lần đầu tiên vào năm 1911, Sükhbaatar đã đi nghĩa vụ quân sự cho quân đội quốc gia mới.

## Trong quân đội củaBogd Khan
Năm 1912, các cố vấn người Nga thành lập một trường quân sự tại Khujirbulan, và Sükhbaatar đã trở thành một trong những quân nhân được chuyển tới nơi đó. Tài năng về sách lược quân sự và kỹ năng của ông trong việc cưỡi ngựa và săn bắn đã khiến những người đồng chí tỏ ra kính nể, và sau khi kết thúc đợt đào tạo ông trở thành một chỉ huy trung đội của đại đội súng máy tại Khujirbulan. Năm 1913, ông lập gia đình với người vợ Yanjmaa. Họ có người con đầu tiên vào năm 1911, nhưng cha mẹ của Yanjmaa phản đối mối quan hệ này vì Sükhbaatar quá nghèo.
Vào cuối tháng 6 năm 1914, Sükhbaatar có liên hệ đến một vụ nổi loạn quân sự chống lại điều kiện sống tồi tệ và nạn tham nhũng trong quân đội, song điều này dường như không có ảnh hưởng tiêu cực nào tới ông. Thời kì gọi là tự trị của Mông Cổ là một giai đoạn sôi động, và đến năm 1917 Sükhbaatar được triển khai đến biên giới miền đông Mông Cổ, dưới quyền chỉ huy của Khatanbaatar Magsarjav. Năm 1918, chính phủ Mông Cổ lập một phòng in ấn để in các bộ luật và các bản kinh Phật giáo Tây Tạng, và Sükhbaatar được chuyển công tác về đây. Văn phòng do Jamyan lãnh đạo, một trong những lý do khiến ông được chuyển về đây là vì tên của Sükhbaatar đã được giáo viên cũ của ông gửi đến. Lý do khác là các cấp trên của Sükhbaatar muốn tách ông ra khỏi những người lính khác.

## Trung Quốc tấn công

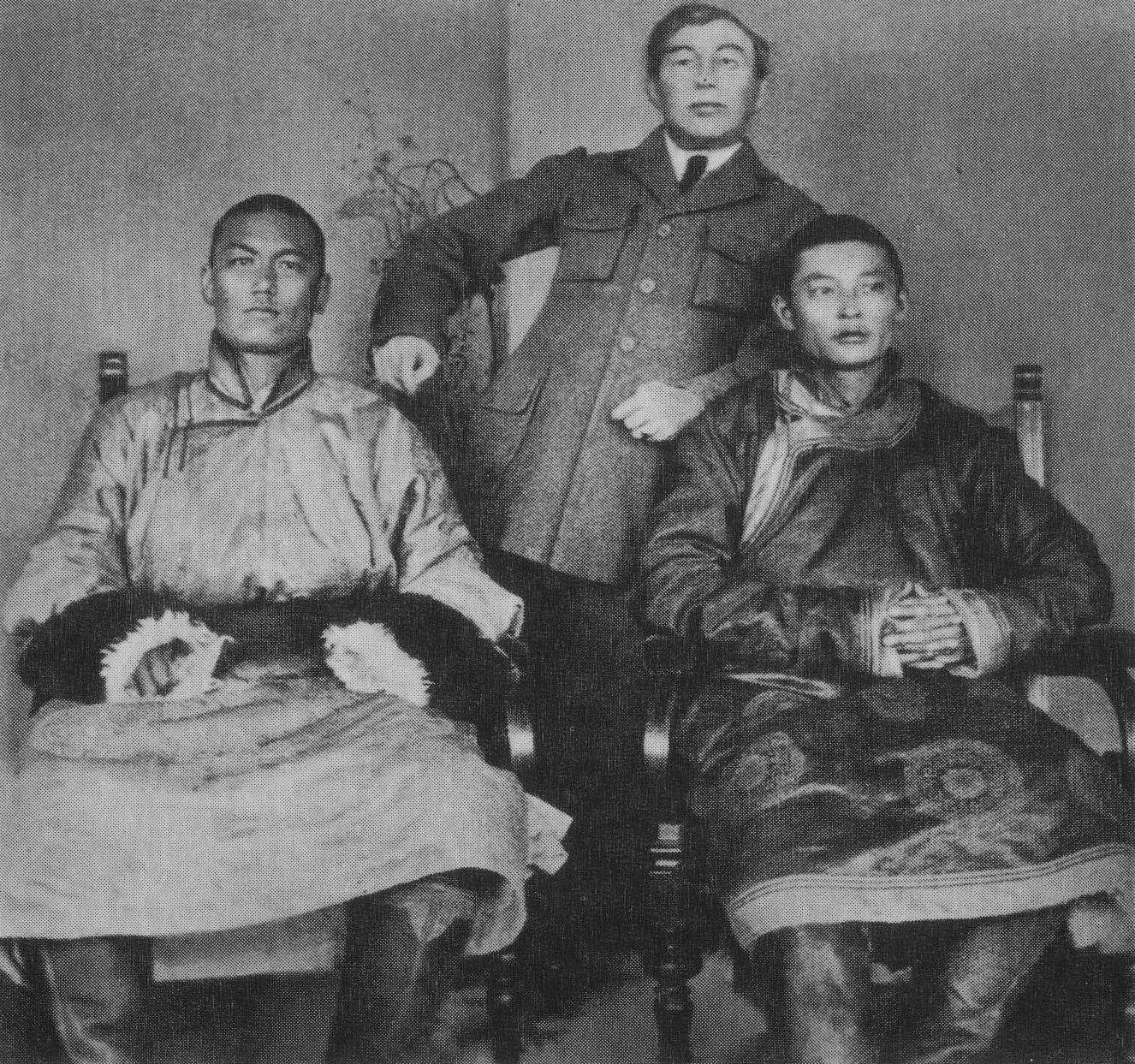
Sukhbaatar (trái) và Choibalsan

Năm 1918/1919, Trung Hoa Dân Quốc gia tăng sức ép lên nhà nước Mông Cổ non trẻ, trong bối cảnh Nga đang phải vật lộn với các hậu quả của Chiến tranh Thế giới thứ nhất, Cách mạng Tháng Mười, và bắt đầu nội chiến. Một số quý tộc bắt đầu thương lượng với trú tráp đại thần của Trung Quốc về việc bãi bỏ quyền tự trị của Mông Cổ, và đến mùa thu năm 1919 Tường Từ Thụ Tranh đã xâm chiếm Niislel Khüree và bắt ép Bogd Khan phải ký chỉ dụ hợp nhất Mông Cổ vào Trung Hoa Dân Quốc. Cũng vào thời gian này, hai nhóm bí mật mà sau này phát triển thành Đảng Nhân dân Mông Cổ được thành lập, và Sükhbaatar là một thành viên trong số đó. Sau khi người Trung Quốc tiếp quản, phòng in ấn bị đóng cửa và quân đội bị giải thể, Sükhbaatar trở thành người thất nghiệp.
Hai nhóm bí mật được thống nhất vào đầu năm 1920, và bắt đầu việc bí mật dán các cáo thị phê phán những người cầm quyền mới. Họ bắt đầu thu thập thông tin tình báo về các lực lượng Trung Quốc đóng tại Khüree, và thăm dò quan điểm của Bogd Khan, các vị Lạt-ma bậc trên, các quý tộc bậc cao, đối với Trung Quốc. Ngoài ra, họ cũng tiếp xúc với một số nhà cách mạng trong cộng đồng người Nga tại Khüree. Đến giữa năm 1920, một vài đặc vụ của Đệ Tam Quốc tế đã thuyết phục nhóm bí mật cử đại diện đến Irkutsk. Bởi vậy, nhóm được đổi tên thành Đảng Nhân dân Mông Cổ vào ngày 25 tháng 6 năm 1920, và cử người tới Nga để giành lấy sự ủng hộ của Liên Xô. Danzan và Choibalsan đã khởi hành vào đầu tháng bảy, Bodoo và Chagdarjav khởi hành sau đó vào giữa tháng bảy. Vào ngày 25 tháng bảy, thành thành viên còn lại trong nhóm đã thông qua Da Lama Puntsagdorj thu được một lá thư trong đó Bogd Khan đã mời nước Nga Xô viết hỗ trợ chống lại Trung Quốc. Với lá thứ này, Sükhbaatar, Losol và Dogsom rời khỏi nước Nga vào cuối tháng 7 năm 1921.

## Cách mạng Nhân dân

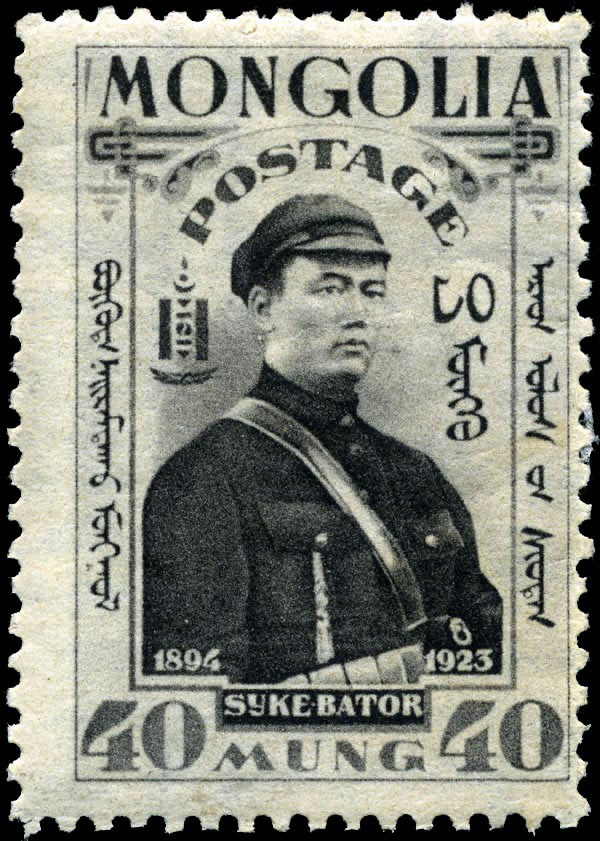
Tem bưu chính Mông Cổ năm 1932 có hình Sükhbaatar

Ngày 19 tháng 8 năm 1920, các đại diện Mông Cổ đi đến Irkutsk và họp mặt với một đại diện của chính phủ Nga Xô viết tên là Gapon. Gapon cho biết Nước Nga Xô viết sẵn sàng giúp đỡ Mông Cổ, nhưng những người đại diện cần giải thích về mô hình chính quyền mà họ muốn thiết lập, họ muốn chống lại các lực lượng nước ngoài như thế nào và chính sách trong tương lai của họ. Vào đầu tháng chín, Danzan, Losol và Chagdarjav được gửi đến Moskva qua ngả Omsk, trong khi Sükhbaatar và Choibalsan ở lại Irkutsk để đào tạo quân đội và duy trì mối liên hệ giữa các đại diện tại Moskva và Mông Cổ. Bodoo và Dogsom được cử trở lại Khüree.
Trong lúc đó, Trung Hoa Dân Quốc đã tống giam một số thành viên và cảm tình viên của nhóm bí mật. Cuối năm 1920, các lực lượng Bạch vệ Nga dưới sự chỉ huy của Baron Ungern đã tiến vào Mông Cổ từ phía đông, và đến cuối tháng 2 năm 1921 đã chiếm đóng Niislel Khüree. Choibalsan và Chagdarjav đã trở lại Mông Cổ để thiết lập các mối liên hệ với những quý tộc có tư tưởng dân tộc và các lãnh đạo khác. Ngày 9 tháng 2, Sükhbaatar được bổ nhiệm làm tổng tư lệnh của Du kích Nhân dân Mông Cổ. Ông bắt đầu tuyển tân binh, và đến ngày 20 tháng 2 những người du kích đã đánh trận đầu tiên với quân Trung Quốc, các vụ chạm trán khác diễn ra trong những ngày tiếp theo. Tại đại hội thành lập Đảng Nhân dân Mông Cổ tại Kyakhta từ ngày 1-13 tháng 3 năm 1921, Sükhbaatar tiếp tục được bổ nhiệm làm tổng tư lệnh và được bầu vào chính phủ lâm thời mới được thành lập.
Ngay sau đại hội, chính phủ lâm thời và ủy ban trung ương đã giải phóng phần lãnh thổ Mông Cổ tại Khiagt từ quân Trung Quốc, và đến ngày 15 tháng 2 tối hậu thư được gửi đến nhà đương cục của quân đội Trung Quốc tại thị trấn. Chỉ huy Trung Quốc từ chối đầu hàng, và đến ngày 18 tháng 3, quân của Sükhbaatar đã chiếm được thị trấn. Ngày này hiện là ngày nghỉ chính thức của quân đội Mông Cổ, và thường được kỉ niệm tương đương với Ngày Bảo vệ Tổ quốc tại Nga. Chính phủ lâm thời chuyển đến phần lãnh thổ Mông Cổ tại Khiagt và bắt đầu thành lập Bộ Quốc phòng, Bộ Tài chính và Ngoại giao, nhưng sau một vụ hỏa hoạn phá hủy phần lớn thị trấn, chính phủ chuyển tới Altanbulag.
Vào cuối tháng 5 năm 1921, Khiagt đứng trước sức ép của các lực lượng do Baron Ungern cầm đầu và tiến về hướng nước Nga Xô viết. Cuộc tấn công này bị đẩy lùi vào giữa tháng sáu, với sự giúp đỡ của Cộng hòa Viễn Đông. Vào cuối tháng 6, Du kích Nhân dân và Hồng quân quyết định giải phóng Khüree. Họ tới thị trấn vào ngàu 6 tháng 7, và đã tiêu diệt nhiều nhóm quân nhỏ của lực lượng Ungern trên đường hành quân.
Vào ngày 11 tháng 7, một chính phủ mới được tuyên bố thành lập, Sükhbaatar trở thành Bộ trưởng Quốc phòng và quyền lực của Bogd Khan bị giới hạn ở mức biểu tượng.

## Qua đời
Chính phủ mới chưa có vị thế vững chắc, và tin đồn về âm mưu chống cộng đã được lan truyền. Năm 1922, Bodoo, Chagdarjav, Da Lama Puntsagdorj và những người khác bị hành quyết với lý do họ cộng tác với các kẻ thù bên trong và bên ngoài của chính phủ mới. Đầu năm 1923, giữa lúc có những nghi ngờ chính thức về một cuộc đảo chính do Tsagaan Sar lên kế hoạch, trạng thái cảnh giác đã khiến Sükhbaatar kiệt sức. Ông suy nhược vào đêm ngày 14/15 tháng 2, và qua đời ngày 20 tháng 2. Trong thập kỉ 1940 dưới sự chế độ của Choibalsan, Sükhbaatar được khẳng định là chết do nhiễm độc, nhưng sau đó các sách báo cộng sản không thể đi đến thống nhất về nguyên nhân cái chết.
Thủ đô Mông Cổ được đổi tên thành Ulaanbaatar ("Anh hùng Đỏ") năm 1924. Năm 1954, người ta đã bốc huyệt tại phần mộ của ông ở Altan Ölgii và đem đi cải táng tại bảo tàng tại quảng trường Sükhbaatar. Khi bảo tàng bị phá hủy vào năm 2005, ông được hóa thiêu và tro lại được chôn tại Altan Ölgii một lần nữa. Việc hỏa thiêu tro cốt của ông do các nhà sư Phật giáo giám hộ.
Bà quả phụ của Sükhbaatar, Yanjmaa từng giữ một số vị trí quan trọng trong chính quyền Mông Cổ, bao gồm quyền Tổng thống.
Một bức tượng của Sükhbaatar đặt tại quảng trường Sükhbaatar Square trước mặt tòa nhà chính phủ tại Ulaanbaatar ngày nay. Các địa điểm khác được đặt theo tên của Sükhbaatar gồm Tỉnh Sükhbaatar, tỉnh lị tỉnh Selenge, và một quận thuộc Ulaanbaatar. Ngân hàng Mông Cổ in hình ảnh Sükhbaatar lên những tờ từ 5 đến 100 Tögrög (loạt năm 1993), các mệnh giá cao hơn thể hiện chân dung của Thành Cát Tư Hãn..
Năm 1941, giải thưởng mang tên ông - Huân chuơng Sükhbaatar được thành lập. Đây là Huân chuơng cao quý nhất của Mông Cổ cho đến ngày nay.